# 薩塞奈雷山
46°08′19″N 7°31′31″E / 46.138639°N 7.525389°E

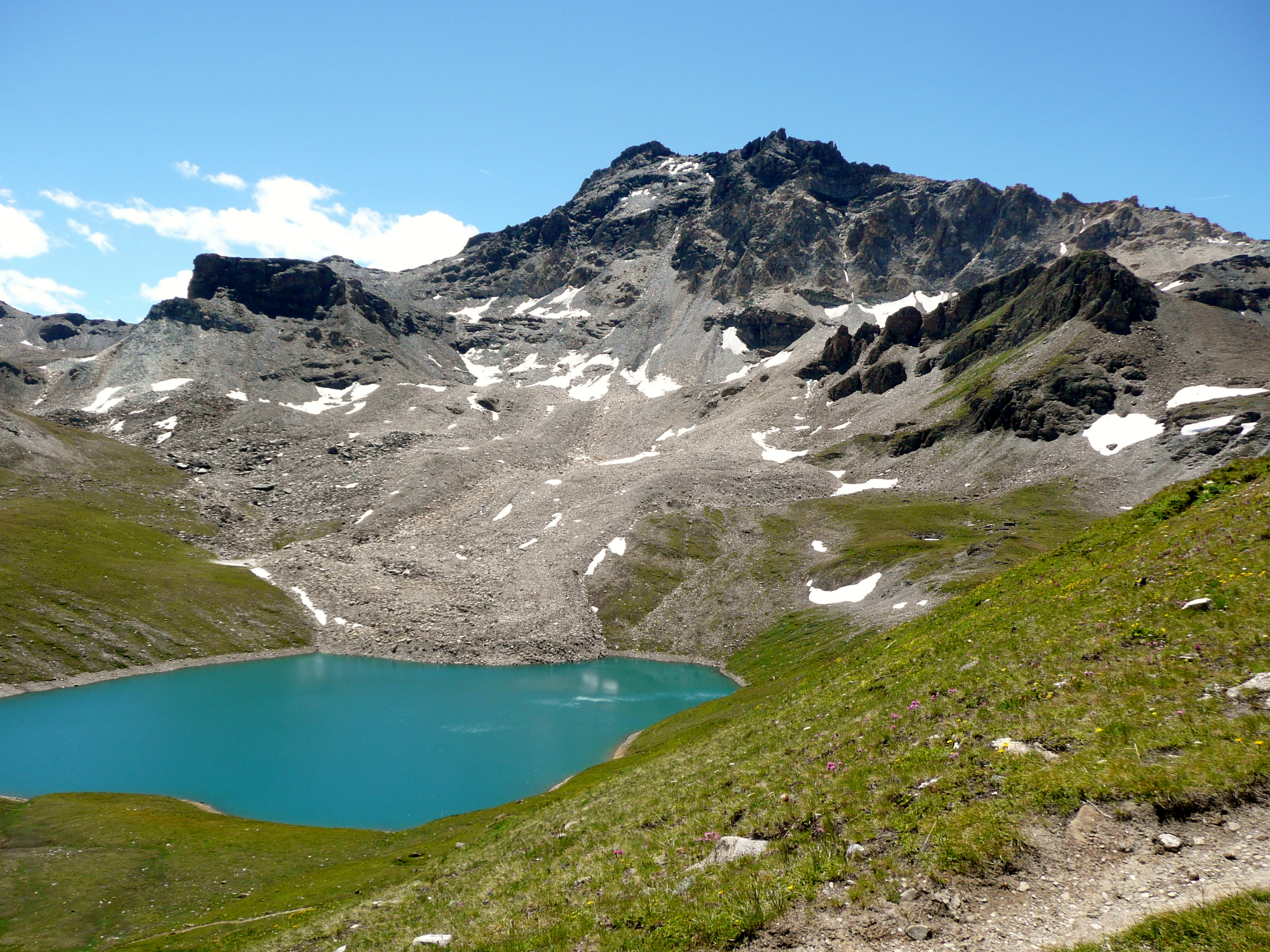

薩塞奈雷山（Sasseneire），是瑞士的山峰，位於該國西南部，由瓦萊州負責管轄，屬於本寧阿爾卑斯山脈的一部分，俯瞰埃沃萊訥，海拔高度3,254米。